# Катала Поло, Рафаэль
Рафаэ́ль Катала́ По́ло (исп. Rafael Catalá Polo; род. 21 июня 1961, Мадрид) — испанский юрист и государственный деятель. С 29 сентября 2014 года по 1 июня 2018 года занимал должность министра юстиции Испании.

## Биография
Рафаэль Катала окончил юридический факультет Мадридского университета Комплутенсе. Занимал руководящую должность в департаменте кадров министерства здравоохранения Испании в 1988—1992 годах. С 1992 года работал в государственной компании — эксплуатанте аэропортов Испании AENA на должностях директора отдела планирования и развития кадров, отдела трудовых отношений и директора администрации и услуг авианавигации. До 2011 года занимал должность генерального секретаря компании игрового сектора Codere.
После победы Народной партии на выборах 1996 года Рафаэль Катала был назначен на должность генерального директора отдела общественных полномочий министерства государственного управления, которое возглавлял Мариано Рахой. В январе 1999 года Катала был назначен генеральным директором по вопросам кадров и услуг министерства образования и культуры Испании, с середины мая 2000 по июль 2002 года Катала занимал должность субсекретаря министерства финансов. В 2002—2004 годах Катала служил на должности статс-секретаря юстиции в департаменте, который возглавлял Хосе Мария Мичавила.
После парламентских выборов 2004 года Рафаэль Катала управлял мадридским госпиталем Рамона-и-Кахаля. С 2005 года он также работал на должности директора MBA в Esade и состоял в общественном совете Национального университета дистанционного образования. 23 декабря 2011 года по предложению министра Аны Пастор Хулиан Рафаэль Катала был назначен статс-секретарём по планированию и инфраструктуре министерства развития Испании.
После отставки с поста министра юстиции Альберто Руис-Гальярдона Рафаэль Катала Рафаэль Катала был назначен 23 сентября 2014 года его преемником на должности. 3 ноября 2016 года стало известно, что Рафаэль Катала продолжит свою работу на этой должности в новом, втором кабинете Мариано Рахоя. 16 мая 2017 года Рафаэль Катала успешно прошёл голосование в Конгрессе депутатов Испании и остался на должности министра юстиции Испании в связи со скандалом о препятствиях, учинённых в министерстве юстиции в расследованию нескольких коррупционных дел, и соответствующими действиями министра. Таким образом Рафаэль Катала стал первым министром демократического периода новейшей истории Испании, прошедшим переаттестацию в Конгрессе депутатов. Вместе с министром Катала переаттестацию в нижней палате парламента Испании прошли генеральный прокурор Хосе Мануэль Маса и главный прокурор по антикоррупционным делам Мануэль Мойч.